# Never Enough
Never Enough – drugi album polskiego zespołu muzyki elektronicznej East Clubbers, który został wydany w 2007 roku.
Grupa w tym albumie zmieniła styl. W porównaniu do poprzedniego albumu, który był utrzymany w gatunku trance, ten stanowił połączenie muzyki electro i house.
Pierwszym singlem promującym album został utwór Sextasy wydany, rok przed albumem, w 2006. Z albumu zostały wyłonione 3 następne single Sexplosion, My Love i Make Me Live.

## Lista utworów
Opracowano na podstawie materiału źródłowego
1. Massive Intro 2:26
2. My Love 4:05
3. Sextasy 4:02
4. Easy Junkie 3:27
5. Saturday Night 3:12
6. Take Me On 4:33
7. It's My Life 4:43
8. Sexplosion 4:02
9. Never Turn Away 5:00
10. Make Me Live 3:44
11. Dance Now 4:11
12. Fragile Outro 2:28
13. My Love (Orchestral Edit) 4:18
14. Make Me Live (Mondo Remix) 3:38
15. Make Me Live (Mondo Remix Extended) 6:29
16. My Love (Alchemist Project Remix) 7:26
17. Sextasy (Alchemist Project Remix) 4:51